# Вестергайм (Баварія)
Вестергайм (нім. Westerheim) — громада в Німеччині, знаходиться в землі Баварія. Підпорядковується адміністративному округу Швабія. Входить до складу району Унтеральгой. Складова частина об'єднання громад Еркгайм.
Площа — 21,17 км2. Населення становить 2220 ос. (станом на 31 грудня 2020).